# Мохамед Амін Мескіні
Мохамед Амін Мескіні (араб. محمد أمين المسكيني; нар. 5 червня 1997) — туніський футболіст, півзахисник «Есперанса».

## Клубна кар'єра
Вихованець клубу «Хаммам-Ліф». У липні 2015 року переведений до першої команди, у футболці якої дебютував 14 лютого 2016 року в переможному (1:0) виїзному поєдинку 1-о туру Ліги 1 проти «Сіді Бузіда». Мохамед вийшов на поле на 70-й хвилині, замінивши Зіада Зіаді. У команді відіграв два сезони, за цей час у чемпіонаті Тунісу зіграв 26 матчів.
У червні 2017 року перейшов до «Есперанса». У футболці нової команди дебютував 27 грудня 2012 року в переможному (3:1) домашньому поєдинку 14-о туру Ліги 1 проти «Меденіна». Мескіні вийшов на поле в стартовому складі та відіграв увесь матч.

## Кар'єра в збірній
Викликався до молодіжної збірної Тунісу, проте в її складі не зіграв жодного матчу.
З 2018 по 2019 рік зіграв 2 товариські поєдинки у футболці олімпійської збірної Тунісу (проти Єгипту та Алжиру).

## Досягнення
- Ліга 1
  -  Чемпіон (6): 2017/18, 2018/19

- Ліга чемпіонів КАФ
  -  Чемпіон (2): 2018, 2019

- Суперкубок КАФ
  -  Фіналіст (1): 2018/19

- Клубний кубок Арабських чемпіонів
  -  Володар (1): 2017